# Tűnő Idő Tárlat
Albums de Thy Catafalque
Microcosmos
(2001) Róka Hasa Rádió
(2009)
Tűnő Idő Tárlat est le troisième album du groupe de metal avant-gardiste hongrois Thy Catafalque, publié en 2004, par Epidemie Records.

## Liste des chansons
Toutes les chansons sont écrites et composées par Tamás Kátai.
| No | Titre                                    | Durée |
| -- | ---------------------------------------- | ----- |
| 1. | Csillagkohó                              | 9:14  |
| 2. | Neath Waters (Minden vízbe mártott test) | 18:43 |
| 3. | Bolygó, bolyongó                         | 9:47  |
| 4. | Kék ég karaván                           | 5:00  |
| 5. | Héja-nász az avaron                      | 5:50  |
| 6. | Zápor                                    | 4:34  |
| 7. | Az ősanya szól ivadékaihoz               | 9:32  |
| 8. | Varjak Fekszenek                         | 6:18  |